# آندرسون کوستا
آندرسون کوستا (به پرتغالی: Anderson Costa) مهاجم اهل برزیل است که در شهر ریودو ژانیرو و در تاریخ ۱۳ مارس ۱۹۸۴ به دنیا آمده‌است.
آندرسون کوستا در تیم‌های فوتبال واسکو دوگاما سابقهٔ حضور دارد.